# Dorica Pallavolo
La Dorica Pallavolo Ancona è stata una società di pallavolo maschile della città di Ancona.

## Storia
Fondata nel 2002, ha acquistato dalla Pallavolo Falconara il titolo sportivo per disputare la Serie A1. All'esordio in massima serie, nella stagione 2002-03, ha concluso all'ultimo posto, retrocedendo in Serie A2 dove è rimasta per tre stagioni prima di retrocedere in Serie B1 nella stagione 2005-06.
In B1 rimase una sola stagione, retrocedendo immediatamente in Serie B2. Anche in B2, la società rimase una stagione, retrocedendo in Serie C.
La società ha disputato nel 2010-11 il campionato regionale di Serie C. Faceva parte del consorzio "Ankon".
Hanno giocato in passato nella Dorica Pallavolo giocatori come Emanuele Birarelli, Alessandro Paparoni, Loris Manià, Leondino Giombini e Goran Marić. La società ha conquistato a livello giovanile la Junior League nella stagione 2002-03 grazie all'apporto del giovane talento Dragan Travica.
La società ha chiuso i battenti nell'estate del 2011, non iscrivendosi al campionato di serie C Marche 2011-2012.